# 漢尼拔 (紐約州)
漢尼拔（英語：Hannibal）是一個位於美國紐約州奧斯威戈縣的鎮。

## 人口
根據2020年美國人口普查的數據，漢尼拔的面積為116.00平方千米，當中陸地面積為115.90平方千米，而水域面積為0.10平方千米。當地共有人口4525人，而人口密度為每平方千米39人。